# 광선전화

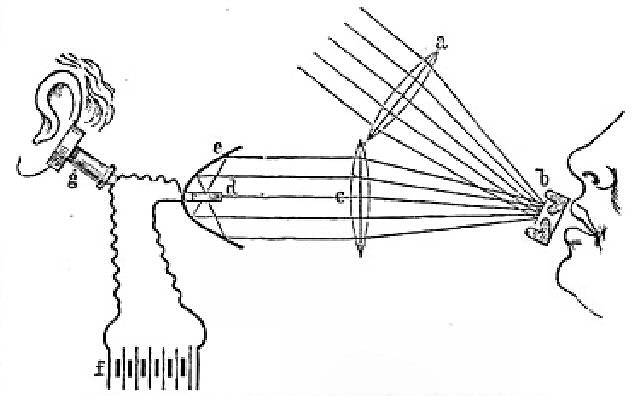

광선전화 또는 포토폰(photophone)은 광선을 통해 말을 전달할 수 있게 하는 원거리 통신 장치이다. 알렉산더 그레이엄 벨과 그의 조수 찰스 서머 테인터가 1880년 2월 19일 워싱턴DC 1325 L 스트리트의 벨 연구소에서 공동 발명하였다.
벨은 광선전화가 자신의 가장 중요한 발명품일 것이라 믿었다. 벨이라는 이름으로 된 18개 특허 중에 12개를 자신의 협력자들과 공유했고 4개는 광선전화에 대한 것으로, 벨은 이를 가리켜 "가장 위대한 업적"이라 했다.

## 같이 보기
- 미 산란
- 전파창
- 레일리 산란